# Lycée Denis-Diderot (Marseille)
Pour les articles homonymes, voir Lycée Denis-Diderot.
Le lycée Denis-Diderot est un établissement d’enseignement secondaire et supérieur marseillais situé dans le 13e arrondissement.
L’établissement abrite l’École Supérieure de Design Marseille (ÉSDM), une section d’enseignement professionnel et un centre de formation pour adultes (GRETA).
Il est labellisé Lycée des métiers de l'éco-habitat et du design d'espace.

## Formations

### Second Cycle

#### Enseignement général et technologique
- Bac Général
- Bac STMG
- Bac STD2A
- Bac STI2D

#### Enseignement professionnel
- CAP Électricien
- CAP Installateur en froid et conditionnement d'air
- CAP Maçon
- CAP Menuisier fabricant de menuiserie, mobilier et agencement
- CAP Monteur en installations thermiques
- Classe de seconde pro Métiers de la construction durable, du bâtiment et des travaux publics
- Classe de seconde pro Métiers des études et de la modélisation numérique du bâtiment
- Bac pro Technicien de maintenance des systèmes énergétiques et climatiques
- Bac pro Technicien d'études du bâtiment
- Bac pro Technicien du bâtiment : organisation et réalisation du gros œuvre
- Bac pro Technicien du froid et du conditionnement d'air
- Bac pro Technicien menuisier-agenceur

### Enseignement supérieur

#### Pôle Arts Appliqués (École Supérieure de Design Marseille)
- DNMADE mention Espace - parcours Cadre bâti
- DNMADE mention Espace - parcours Territoire et paysage
- DNMADE mention Graphisme - parcours Design éditorial, image, narration et interactivité
- DNMADE mention Graphisme - parcours Graphisme, objet et espace de médiation
- DNMADE mention Mode - parcours Modes plurielles : création vêtements, accessoires, images
- DSAA Design mention Espace
- DSAA Design mention Espace-Événement
- DSAA Design mention Produit
- DSAA Design mention Graphisme

#### Pôle Bâtiment et Travaux Publics
- BTS Bâtiment
- BTS Enveloppe des bâtiments : conception et réalisation
- BTS Etude et économie de la construction
- BTS Travaux publics

#### Pôle Énergie
- BTS Maintenance des systèmes
- BTS Fluides, énergies, domotique

## Accès
L'établissement est desservi par les lignes B3A, 27, 38 (arrêt Laveran Diderot), 37, 37S (arrêt Valdonne Hôpital Laveran) et 32 (arrêt Les Lauriers) du réseau RTM.